# Frederik Louis Hviid
Frederik Louis Hviid (født 25. juni 1988 i København) er en dansk filminstruktør. Han debuterede med spillefilmen Shorta (2020), som han skrev og instruerede sammen med Anders Ølholm. Filmen skildrer en politipatrulje i en dansk fiktiv ghetto og fik verdenpremiere på filmfestivalen i Venedig.

## Uddannelse
I 2010 startede Frederik Louis Hviid på Den Europæiske Filmhøjskole. Efterfølgende blev han ansat som elev hos Zentropa i 2011, hvor han fungerede som elevformand i de første to år af sin uddannelse. Parallelt med sit elevforløb har Frederik Louis Hviid også været aktiv som producer og instruktør for adskillige musikvideoer og kortfilm. En af hans kortfilm, "Palma", blev nomineret i 2013 i kategorien "Bedste internationale kortfilm" ved Stockholms Internationale Filmfestival.
Yderligere har Frederik Louis Hviid gennemført en uddannelse på Super16, hvor han skabte kortfilmene "Adils krig" (2014), "King" (2015) og "Halvmand" (2016). Hans arbejde på sidstnævnte resulterede i en Young Director Award ved Cannes i 2017.